# Yulin Airport
Yulin Airport (kinesiska: 榆林榆阳机场) är en flygplats i Kina. Den ligger i provinsen Shaanxi, i den nordvästra delen av landet, omkring 450 kilometer norr om provinshuvudstaden Xi'an.
Runt Yulin Airport är det ganska tätbefolkat, med 72 invånare per kvadratkilometer. Närmaste större samhälle är Yulin, 2,9 km nordost om Yulin Airport. Trakten runt Yulin Airport består i huvudsak av gräsmarker.
Genomsnittlig årsnederbörd är 716 millimeter. Den regnigaste månaden är juli, med i genomsnitt 246 mm nederbörd, och den torraste är januari, med 3 mm nederbörd.